# Rebecca Robisch
Rebecca Petra Robisch (* 4. April 1988 in Roth) ist eine deutsche Duathletin und Triathletin. Sie ist mehrfache Jugend-Meisterin und Deutsche Triathlon-Meisterin auf der Sprintdistanz (2011). Sie wird in der Bestenliste deutscher Triathletinnen auf der Ironman-Distanz geführt.

## Werdegang
Rebecca Petra Robisch betreibt Triathlon seit 1998 und war bis 2016 als Sportsoldatin der Bundeswehr im B-Kader aktiv. Von 2003 bis 2006 war sie vier Jahre lang in Folge deutsche Jugend-Duathlon-Meisterin und 2007 wurde sie in München auch Jugend-Triathlon-Meisterin.
Nach ihrem Abitur 2007 studierte Rebecca Robisch während ihrer Zeit als Sportsoldatin bei der Bundeswehr an der Deutschen Hochschule für Prävention und Gesundheitsmanagement. Dort schloss sie 2011 mit dem Titel Bachelor of Arts (B. A.) in Fitnessökonomie ein Duales Studium ab. An derselben Hochschule schloss sie 2015 ein Masterstudium in Prävention und Gesundheitsmanagement ab.
2009 musste sie wegen einer Erkrankung an Pfeifferschem Drüsenfieber für einige Monate aussetzen. Bei der Weltmeisterschafts-Rennserie 2014 (ITU World Championship Series 2014) belegte sie als beste Deutsche den 22. Platz.

### Deutsche Meisterin Triathlon Sprintdistanz 2011
Im August 2011 wurde sie in Grimma Deutsche Triathlon-Meisterin auf der Sprintdistanz. 2013 wurde sie Vizemeisterin hinter Anne Haug.
In der Triathlon-Bundesliga startet sie seit 2013 für das EJOT Team TV Buschhütten und gewann mit ihrem Team 2013, 2014, 2015 und 2016 die Meisterschaft, zuvor trat sie für den TV 1848 Erlangen an.

In Frankreich gewann sie 2015 für Saint-Raphaël Triathlon die französische Club-Meisterschaft Grand Prix de Triathlon. Die Triathlon-Weltmeisterschafts-Rennserie 2015 über zehn Rennen beendete sie als beste Deutsche auf dem dreizehnten Rang. Sie war bis 2016 Mitglied im B-Kader der Deutschen Triathlon Union.

### Verpasste Qualifikation Olympische Spiele 2016
Im zweijährigen Qualifikationszeitraum für einen Startplatz bei den Olympischen Spielen 2016 erreichte Rebecca Robisch zwar mit Platz 19 die beste Platzierung der deutschen Athletinnen auf der ITU-Olympia-Qualifikationsliste, erfüllte aber nicht die von DTU und DOSB vereinbarten sportlichen Qualifikationskriterien.
Nachdem die DTU daraufhin neben Anne Haug vier Athleten, die ebenfalls nicht die deutschen Kriterien erfüllt hatten und im internationalen Ranking allesamt schlechter als Robisch platziert waren, nominierte und hierfür „teamtaktische und verbandspolitische Gründe“ anführte, entschied Claudia Wisser als Richterin am Sportschiedsgericht, dass sie von der DTU nachträglich ebenfalls für einen Start in Rio vorgeschlagen wurde.
Zusätzlich entschied das von Robisch angerufene Landgericht Frankfurt am Main, dass der DOSB die Triathlon-Nominierungen neu regeln müsse. Diese Neuregelung ergab eine alleinige Nominierung von Laura Lindemann und im Juli 2016 erklärte Rebecca Robisch daraufhin ihren Rücktritt aus dem Triathlon-Nationalteam und ihre Zeit als Profiathletin auf der Kurzdistanz für beendet.
Im Oktober 2017 konnte die damals 29-Jährige bei ihrem ersten Marathon-Start den Köln-Marathon mit der Zeit von 2:42:59 Stunden gewinnen und sie holte sich hier 2018 erneut den Sieg. Im Dezember 2017 und erneut 2018 konnte sie auch ihren Titel beim Extrem-Radrennen Desert Dash über eine Offroad-Strecke von 369 km in Namibia erfolgreich verteidigen.

### Triathlon-Mitteldistanz seit 2023
Nachdem sie nach eigener Aussage sechseinhalb Jahre nicht mehr geschwommen sei, startete sie 2023 wieder erfolgreich im Triathlon – vorwiegend auf den längeren Distanzen. Sie absolvierte ihre erste Langdistanz bei der Challenge Roth im Juli 2024 in 8:36 Stunden.
Rebecca Robisch lebt in Schwabach.

### Von der Triathlonkarriere zur Trainerin
Rebecca Robisch hat sich als Profitriathletin auf der Mittel- und Langdistanz einen Namen gemacht und in den vergangenen Jahren zahlreiche Erfolge gefeiert. Nach ihrer aktiven Karriere hat sie ihre Leidenschaft für den Sport in eine neue Richtung gelenkt und sich als Triathlon-Coach selbstständig gemacht. Mit ihrer Erfahrung aus dem Spitzensport bietet sie maßgeschneiderte Trainingspläne und individuelle Betreuung für Athleten aller Leistungsstufen an – im Triathlon und in den Einzeldisziplinen Schwimmen, Radfahren und Laufen.
Aktuell betreut sie eine wachsende Gruppe von Athleten und teilt ihr fundiertes Wissen und ihre Motivation, um ihre Kunden auf dem Weg zu persönlichen Bestleistungen zu begleiten. 

## Sportliche Erfolge
| Datum/Jahr    | Platz | Wettbewerb                                           | Austragungsort | Zeit     | Bemerkung |  |
| ------------- | ----- | ---------------------------------------------------- | -------------- | -------- | --- |  |
| 18. Juni 2023 | 1     | Rothsee-Triathlon                                    | Hilpoltstein   | 02:07:41 | |  |
| 16. Juli 2016 | 31    | ITU World Championship Series 2016                   | Hamburg        | 00:58:47 | |  |
| 12. März 2016 | 15    | ITU Triathlon World Cup                              | Mooloolaba     | 00:59:59 | |  |
| 6. Sep. 2015  | 12    | ITU World Championship Series 2015                   | Edmonton       | 01:00:14 | |  |
| 22. Aug. 2015 | 10    | ITU World Championship Series 2015                   | Stockholm      | 02:02:42 | |  |
| 28. Juni 2015 | 3     | DTU Deutsche Meisterschaft Triathlon Elite           | Düsseldorf     | 00:59:13 | Deutsche Triathlon-Meisterschaft auf der Sprintdistanz (0,75 km Schwimmen, 20 km Radfahren und 5 km Laufen)                                                           |  |
| 25. Apr. 2015 | 5     | ITU World Championship Series 2015                   | Kapstadt       | 01:50:09 | |  |
| 29. März 2015 | 20    | ITU World Championship Series 2015                   | Auckland       | 02:14:40 | im zweiten Rennen der Saison |  |
| 7. März 2015  | 11    | ITU World Championship Series 2015                   | Abu Dhabi      | 00:59:54 | als beste Deutsche im ersten Rennen der Saison auf der Sprintdistanz nur 55 Sekunden hinter der Siegerin, der US-Amerikanerin Gwen Jorgensen                          |  |
| 31. Aug. 2014 | 21    | ITU World Championship Series 2014                   | Edmonton       | 02:03:17 | Grand Final |  |
| 26. Apr. 2014 | 22    | ITU World Championship Series 2014                   | Kapstadt       | 01:49:46 | |  |
| 31. Aug. 2013 | 2     | DTU Deutsche Triathlon-Meisterschaften Sprintdistanz | Hannover       | 01:02:58 | Deutsche Triathlon-Vizemeisterin auf der Sprintdistanz |  |
| 14. Juni 2013 | 10    | ETU Triathlon European Championships                 | Alanya         | 01:57:09 | |  |
| 28. Apr. 2013 | 2     | Europacup Triathlon                                  | Antalya        | 01:58:16 | Zweite auf der olympischen Distanz (1,5 km Schwimmen, 40 km Radfahren und 10 km Laufen)                                                                               |  |
| 25. Aug. 2012 | 10    | ITU Sprint Triathlon World Championships             | Stockholm      | 01:01:33 | Triathlon-Weltmeisterschaft auf der Sprintdistanz |  |
| 10. Juni 2012 | 3     | ETU Triathlon European Cup                           | Cremona        | 01:02:14 | Europa-Cup auf der Sprintdistanz |  |
| 13. Sep. 2011 | 3     | ITU Triathlon World Championship U23                 | Peking         | 02:07:14 | Dritte bei der Triathlon-Weltmeisterschaft in der Klasse U23 |  |
| 28. Aug. 2011 | 1     | DTU Deutsche Triathlon-Meisterschaften Sprintdistanz | Grimma         | 01:02:37 | Deutsche Triathlon-Meisterin auf der Sprintdistanz (0,75 km Schwimmen, 20 km Radfahren und 5 km Laufen)                                                               |  |
| 21. Aug. 2011 | 3     | ITU Sprint Triathlon Team World Championships        | Lausanne       |          | Dritte bei der Team-Weltmeisterschaft – zusammen mit Anja Dittmer, Maik Petzold und Steffen Justus                                                                    |  |
| 20. Aug. 2011 | 15    | ITU Sprint Triathlon World Championships             | Lausanne       | 00:59:25 | Weltmeisterschaft auf der Sprintdistanz |  |
| 25. Juni 2011 | 35    | ETU Triathlon European Championships                 | Pontevedra     |          | |  |
| 29. Mai 2011  | 1     | ITU Triathlon European Cup                           | Brasschaat     | 01:58:37 | Sieg auf der olympischen Distanz (1,5 km Schwimmen, 40 km Radfahren und 10 km Laufen)                                                                                 |  |
| 8. Mai 2011   | 9     | ITU Triathlon World Cup                              | Monterrey      | 01:57:58 | |  |
| 18. Sep. 2010 | 4     | Alpen-Triathlon                                      | Schliersee     | 02:16:36 | bei der Internationalen Deutschen Meisterschaft im Triathlon über die olympische Distanz (1,5 km Schwimmen, 40 km Radfahren und 10 km Laufen)                         |  |
| 5. Sep. 2010  | 1     | Maschsee-Triathlon                                   | Hannover       | 00:57:51 | Siegerin beim Bundesliga-Rennen über die Sprintdistanz (750 m Schwimmen, 17 km Radfahren und 5 km Laufen)                                                             |  |
| 21. Aug. 2010 | 27    | ITU Sprint Triathlon World Championships             | Lausanne       | 01:01:48 | Erstaustragung der WM auf der Sprintdistanz (750 m Schwimmen, 20 km Radfahren und 5 km Laufen)                                                                        |  |
| 3. Juli 2010  | 14    | ETU Triathlon European Championships                 | Athlone        | 01:59:54 | bei der Triathlon-Europameisterschaft |  |
| 22. Mai 2010  | 1     | ITU Triathlon European Cup                           | Senec          | 01:58:13 | Rebecca Robisch holt sich den Sieg auf der olympischen Distanz (1,5 km Schwimmen, 40 km Radfahren und 10 km Laufen) und qualifiziert sich damit für die EM in Irland. |  |
| 13. Sep. 2008 | 1     | ITU Triathlon European Cup                           | Wien           | 01:56:28 | Sieg auf der olympischen Distanz beim Vienna City Triathlon |  |
| 30. Aug. 2007 | 3     | ITU World Championship Junior Women                  | Hamburg        |          | Dritte in der Jugend-Klasse |  |
| 29. Juni 2007 | 2     | ETU Triathlon European Championship Junior Women     | Kopenhagen     |          | Vizejunioreneuropameisterin |  |
| 3. Sep. 2006  | 3     | ITU Triathlon World Championship Junior Women        | Lausanne       | 01:06:12 | Dritte in der Jugend-Klasse |  |
| 23. Juni 2006 | 3     | ETU Triathlon European Championship Junior Women     | Autun          | 01:07:08 | Dritte in der Jugend-Klasse |  |
| 23. Juli 2005 | 7     | ETU Triathlon European Championship Junior Women     | Alexandroupoli | 01:03:28 | Junioreneuropameisterschaft (0,75 km Schwimmen, 20 km Radfahren und 5 km Laufen)                                                                                      |  |
| 2004          | 4     | ETU Triathlon European Championship Junior Women     | Lausanne       | 01:09:36 | in der Jugend-Klasse |  |

| Datum/Jahr    | Platz | Wettbewerb                   | Austragungsort    | Zeit     | Bemerkung                                         |
| ------------- | ----- | ---------------------------- | ----------------- | -------- | ------------------------------------------------- |
| 19. Okt. 2024 | 10    | Challenge Mallorca           | Peguera           | 04:28:31 | hinter Alanis Siffert                             |
| 22. Sep. 2024 | 3     | Challenge Sanremo            | Sanremo           | 04:44:06 |                                                   |
| 7. Juli 2024  | 7     | Challenge Roth               | Roth              | 08:36:51 | erster Start auf der Langdistanz                  |
| 19. Mai 2024  | 7     | Challenge World Championship | Šamorín           | 04:05:16 | „The Championship“                                |
| 20. Apr. 2024 | 2     | Challenge Mogán              | Mogán             | 04:19:21 | auf Gran Canaria, hinter der Polin Marta Łagownik |
| 1. März 2024  | 1     | Challenge Israman            | Eilat             | 04:57:14 | Sieg auf der Halbdistanz                          |
| 20. Aug. 2023 | 1     | Allgäu Triathlon             | Bühl am Alpsee    | 04:21:48 | Mitteldistanz                                     |
| 6. Aug. 2023  | 3     | Frankfurt-City-Triathlon     | Frankfurt am Main | 03:56:22 |                                                   |
| 2. Apr. 2023  | 3     | Triathlon de Portocolom      | Portocolom        | 04:21:04 | [ 26 ]                                            |

| Datum/Jahr    | Platz | Wettbewerb            | Austragungsort | Zeit     | Bemerkung                                |
| ------------- | ----- | --------------------- | -------------- | -------- | ---------------------------------------- |
| 7. Okt. 2018  | 1     | Köln-Marathon         | Köln           | 02:46:01 | Marathon                                 |
| 1. Okt. 2017  | 1     | Köln-Marathon         | Köln           | 02:42:59 | Marathon                                 |
| 13. März 2011 | 1     | Merziger Citylauf     | Merzig         | 00:35:34 | 10-Kilometer-Lauf (neuer Streckenrekord) |
| 31. Dez. 2010 | 1     | Silvesterlauf München | München        | 00:36:35 | 10-Kilometer-Lauf                        |
| 31. Dez. 2009 | 1     | Silvesterlauf München | München        | 00:35:36 | 10-Kilometer-Lauf                        |
| 31. Dez. 2008 | 1     | Silvesterlauf München | München        | 00:35:05 | 10-Kilometer-Lauf                        |
| 31. Dez. 2007 | 1     | Silvesterlauf München | München        | 00:35:04 | 10-Kilometer-Lauf                        |

| Datum/Jahr | Platz | Wettbewerb  | Austragungsort | Zeit     | Bemerkung                    |
| ---------- | ----- | ----------- | -------------- | -------- | ---------------------------- |
| Dez. 2018  | 1     | Desert Dash | Windhoek       | 17:17:07 | Extrem-Radrennen über 369 km |
| Dez. 2017  | 1     | Desert Dash | Windhoek       | 16:09:14 | Extrem-Radrennen über 369 km |
| Dez. 2016  | 1     | Desert Dash | Windhoek       | 17:48:11 |                              |

(DNF – Did Not Finish)